# Fête de l'âne
La Fête de l'âne est une cérémonie burlesque que l'on peut classer parmi les drames liturgiques du Moyen Âge.

## Histoire
Cette invention paraliturgique n'est qu'un épisode plus ou moins développé de la Fête des Fous, épisode qu'on pourrait appeler musical. Son rituel est décrit précisément dans les offices canoniaux. Cette représentation des scènes bibliques prend des développements spectaculaires et si profanes que l'Église la bannit progressivement de la liturgie mais elle perdure jusqu'au XVIIe siècle. Ces drames sont alors relégués sur les parvis de l'Église où ils sont joués sous la forme de mystères.

### Déroulement
À Beauvais, par exemple, le 14 janvier de chaque année, une jeune fille, montée sur un âne et tenant un enfant dans ses bras, pour représenter la fuite en Égypte, se rendait de la cathédrale à l'église Saint-Étienne. La jeune fille portait une chape d'or. L'âne était magnifiquement caparaçonné. Le clergé les introduisait en pompe dans le sanctuaire, et, pendant l'office, les chants se terminaient toujours par ce cri trois fois répété : Hi ! Han !. Après l'épître, on chantait la prose de l'âne, dont le refrain était :
Hez, sire Ane, car chantez

Belle bouche rechignez,

Vous aurez du foin assez

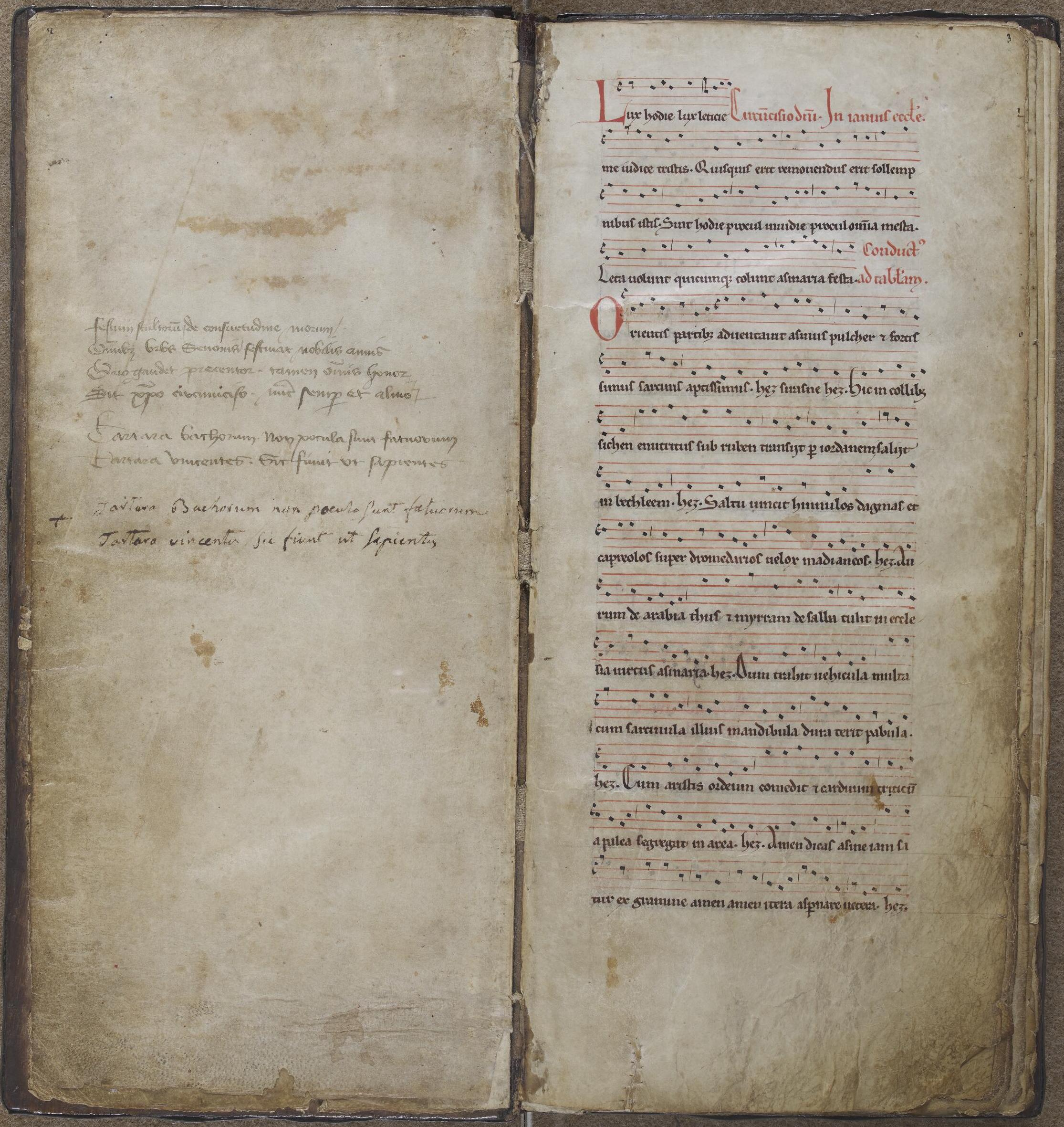
Le texte et la partition originale de l'hymne Orientis Partibus (BM Sens, ms. 46, XIIIe siècle)

Et de l'avoine à plantez (en abondance).
Un chant liturgique composé par Pierre de Corbeil, archevêque de Sens, était récité in januis ecclesiae (aux portes de l'église) par la foule le jour de la Circoncision du Christ, :
Orientis partibus

Adventavit Asinus

Pulcher et fortissimus

Sarcinis aptissimus.

Hez ! Sire asne, hez !

Hic in collibus Sichen

Iam nutritus sub Ruben,

Transiit per Jordanem

Saliit in Bethleem.

Hez ! Sire asne, hez !

Saltu vincit hinnulos

Dammas et capreolos,

Super dromedarios

Velox Madianeos.

Hez ! Sire asne, hez !

Aurum de Arabia,

Thus et myrrham de Saba,

Tulit in ecclesia

Virtus asinaria.

Hez ! Sire asne, hez !
Dans le premier chapitre de l'ouvrage princeps de Nietzsche, « Par-delà le bien et le mal », le philosophe cite les deux vers «adventavit asinus, pulcher et fortissimus » pour ironiser sur la recherche de la vérité par les philosophes socratiques.
Autre part, la fête avait lieu en l'honneur de l'ânesse de Balaam à Noël. Dans la procession du clergé se trouvaient les Prophètes, David, etc. Balaam, avec une immense paire d'éperons, était monté sur un âne de bois renfermant un homme qui parlait. Il y avait six Juifs et six Gentils. Le poète Virgile y paraissait comme prophète et traducteur des oracles sibyllins, et débitait pendant la cérémonie des vers latins. 

À Rouen, la fête se célébrait le 25 décembre. 

À Suarce, le comité des fêtes organise tous les ans la Fête de l'âne le 15 août

## Sources
- Louis Charles Dezobry et Théodore Bachelet, Dictionnaire de Biographie et d’Histoire, Paris, 1863 [détail de l’édition], t.1, p. 89